# Plagiogramma peruana
Plagiogramma peruana är en skalbaggsart som först beskrevs av Schmidt 1889.  Plagiogramma peruana ingår i släktet Plagiogramma och familjen stumpbaggar. Inga underarter finns listade i Catalogue of Life.